# Матекане, Сэм
Нцокоане Сэмюэл Матекане (англ. и сесото Ntsokoane Samuel Matekane; род. 15 марта 1958) — бизнесмен и политик из народа басото, занимающий должность премьер-министра Лесото с 28 октября 2022 года. До того, как баллотироваться, считался самым богатым человеком в стране. Матекане заработал на своем бизнесе, в основном на добыче алмазов. Он основал свою компанию Matekane Group of Companies (MGC) в 1986 году.
В марте 2022 года Матекане провёл пресс-конференцию в своём бутик-отеле и заявил, что перейдёт от бизнеса к политике. Он основал партию «Революция во имя процветания» (RFP). Эта партия потрясла политическую систему в стране. Матекане самостоятельно профинансировал политическую кампанию с активным присутствием в социальных сетях, которая привела его к победе на всеобщих выборах в Лесото в 2022 году на фоне длительного периода политического недовольства и нестабильности правительства в стране. Считается, что на победу Матекане сильно повлияла его кампания в социальных сетях. Финансовое преимущество его кампании на местах, наряду с его охватом и присутствием в социальных сетях, не имело себе равных среди других 63 партий, участвовавших в выборах.
Через MGC Матекане профинансировал несколько социальных проектов в стране, в частности строительство футбольного стадиона, школы, конференц-центра и фермы по схеме совместного покрытия расходов между владельцами и фермерами в своей деревне Манцоняне. Во время пандемии Covid-19 Матекане закупал оборудование для проведения тестов, вакцины и другие медицинские принадлежности и передавал их в дар. Он сделал много щедрых пожертвований в размере 8 миллионов на форму для полиции и много миллионов на машины скорой помощи, кровати интенсивной терапии, носилки, инвалидные коляски, стиральные машины и сушилки, а также передал 1000 единиц военной формы в дар Силам обороны Лесото.

## Ранние годы
Матекане родился 15 марта 1958 года и является седьмым из 14 братьев и сестёр. Он родился в очень отдалённой деревне Манцоняне, в стране, которая тогда называлась Британским Басутолендом, а ныне — Лесото.
Матекане посещал начальную школу и закончил 10-й класс. На короткое время он переехал в Масеру к дальним родственникам для учёбы. После школы его отправили учеником механика в Южную Африку. По завершении своего ученичества он работал на южноафриканских рудниках. Его пребывание в шахтах было недолгим, и в возрасте 20 лет он вернулся в Масеру, где начал работать продавцом шерсти и мохера, а также других товаров, пока не основал свою компанию.

## Бизнес
Матекане является основателем и генеральным директором Группы компаний Матекане (MGC), которая была основана в 1986 году как компания по продаже строительного оборудования. Первоначально компания покупала старые и повреждённые автомобили у правительства, чтобы отремонтировать и перепродать их обратно правительству. Это было уникальное предприятие, которое позволило Матекане хорошо использовать свои навыки механика. Его компания неуклонно росла и расширилась до присутствия в горнодобывающей промышленности, авиации, недвижимости и благотворительности.
Его благотворительная деятельность привела к пожертвованию униформы для полиции, пожертвованию машин скорой помощи, строительству ультрасовременной школы в его родном районе, а совсем недавно к созданию фермы с долевым участием местных жителей.

## Политика
В марте 2022 года, за несколько месяцев до всеобщих выборов в Лесото 2022 года, Матекане основал партию под названием «Революция во имя процветания» (RFP). Он позиционировал себя как защитник бизнес-сообщества страны, мессианского лидера, который внесёт стабильность в политику Лесото, и единственного бизнесмена в стране, который может положить конец коррупции и вернуть Лесото из рецессии, в которой оно находится с 2017 года. Матекане сделал заявление о том, что «сделает Лесото снова великим» любыми необходимыми средствами.
Политики и бизнесмены Южно-Африканского региона были впечатлены его стремительным взлётом в политике. Кампания Матекане по своей остроте в связях с общественностью была беспрецедентной для страны. Его победа в кампании была обеспечена тем, что он превзошёл своих соперников по расходам и обосновал, почему профессиональные политики больше не служат интересам Лесото. Во время предвыборной кампании его считали аутсайдером, и этот статус помог выиграть всенародное голосование. Партия Матекане получив 56 мест, не набрав абсолютного большинства в Национальной ассамблее. Матекане сформировал коалиционное правительство с двумя партиями, завоевавшими ещё 9 мест, Альянсом демократов (5 мест) и Движением за экономические перемены (4 места).
После победы на выборах Матекане пообещал взяться за дело. Он изложил план из 20 пунктов по борьбе с коррупцией и дефицитом государственного бюджета в размере 6,1 миллиарда в течение первых 100 дней пребывания в должности. Он планирует обратить вспять экономический спад с помощью мер жёсткой экономии и создания рабочих мест за счёт международных инвесторов, а также добиться того, чего обычно можно достичь за 20 лет, в первый срок своего пребывания в должности.